# Sol'-Ileck
Sol'-Ileck (in russo Соль-Иле́цк?) è una città di circa 26.000 abitanti dell'oblast' di Orenburg, nella Russia europea sudorientale. È il capoluogo del rajon Sol'-Ileckij, pur essendone amministrativamente autonoma.